# Dixonia orientalis
Dixonia orientalis là một loài Rêu trong họ Lembophyllaceae. Loài này được (Mitt.) H. Akiy. & Tsubota mô tả khoa học đầu tiên năm 2004.